# Picuí
Picuí est une ville brésilienne du nord de l'État de la Paraíba.
Sa population était estimée à 18 987 habitants en 2006. La municipalité s'étend sur 666 km2.